# Zisterzienserinnenabtei Zwijveke

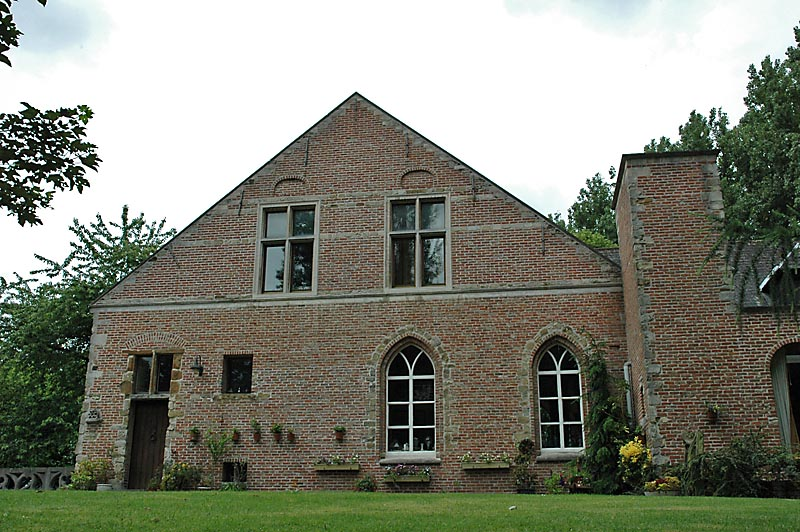
Gebäudereste der Abtei

Die Zisterzienserinnenabtei Zwijveke (französisch: Zwyveke) war ein von 1223 bis 1797 bestehendes Kloster der Zisterzienserinnen in Dendermonde, Provinz Ostflandern in Belgien.

## Geschichte
Das 1223 in Dendermonde gestiftete Nonnenkloster baute zuerst ein Kloster außerhalb der Stadtmauern am Fluss Dender (Zwijveke I). Nach mancherlei Zerstörungen, Plünderungen und Brandschatzungen im 16. und 17. Jahrhundert wechselte das Kloster in die Stadt und errichtete ab 1671 neue Gebäude (Zwijveke II). 1797 kam es zur Auflösung im Zuge der Französischen Revolution.
An Zwijveke I erinnert der Stadtteil „Zwijvekekouter“, in dem ein Gebäude übrig ist, das heute als Wohnhaus dient. Von Zwijveke II sind das Torhaus, der Gästetrakt und der Kreuzgang übrig, der heute das „Zwijvekemuseum“ beherbergt. Die noch bestehende Kirche Sint-Gillis-Binnen diente Zwijveke II als Klosterkirche.